# Salia bidentalis
Salia bidentalis là một loài bướm đêm trong họ Noctuidae.